# Шарл Месие
Шарл Месие (на френски: Charles Messier) е френски астроном, съставител на известния каталог на Месие на астрономическите обекти. Член на Френската академия на науките.

## Биография
Роден е на 26 юни 1730 година в Бадонвийе, регион Лотарингия, Франция, десето от дванадесетте деца на съдия-изпълнителя Никола Месие и Франсоаз Гранблез. Шест от братята и сестрите умират в невръстна възраст.
Интересът на Шарл към астрономията е пробуден от две последователни събития: появата на голяма комета с шест опашки през 1744 г. и пръстеновидното слънчево затъмнение на 25 юли 1748. През 1751 г. Месие постъпва на работа при Жозеф-Никола Делил, астроном във френския флот, който го научава как да води прилежни записки на наблюденията си. Първото документирано наблюдение, което Месие прави, е на пасажа на Меркурий на 6 май 1753 г.
Телескопите на Месие били сравнително малки и повечето обекти изглеждали по сходен начин,като бледи замъглени кръгове. Затове той започнал да изследва обектите, които приличали на комети, но не се движели като тях.
През 1774 г. Месие публикува в списанието на Френската академия на науките първата версия на своя каталог, съдържащ 45 обекта, сред които мъглявини и звездни купове. До 1781 г. списъкът нараства до 103 обекта. Целта на каталога била да помогне на астрономите и „ловците“ на комети (какъвто е бил самият Месие) да различават преходните от постоянните небесни обекти. И до днес означенията М1 до М110 от каталога се използват както от любители, така и от професионални астрономи.
През 1815 г. Месие получава сърдечен удар, който го парализира, но той успява частично да се възстанови. Две години по-късно, на 12 април 1817 година умира в съня си в дома си в Париж. Погребан е в гробището Пер Лашез.

## Приноси на Месие
Най-важните приноси на Месие са откриването на следните астрономичните обекти:
- 1764: Планетарната мъглявина M27 в съзвездие Лисиче (още известна като Гира);
- 1773: Галактиката M51;
- 1781: Гигантската елиптична галактика M87 в съзвездие Дева (още известна като Virgo A).

## Признание
- През 1769 г. е избран за чуждестранен член на Шведската кралска академия на науките.
- На 30 юни 1770 г. е избран за член на Френската академия на науките.

- На негово име са кръстени кратер на Луната и астероид 7359.